# 永穆陵

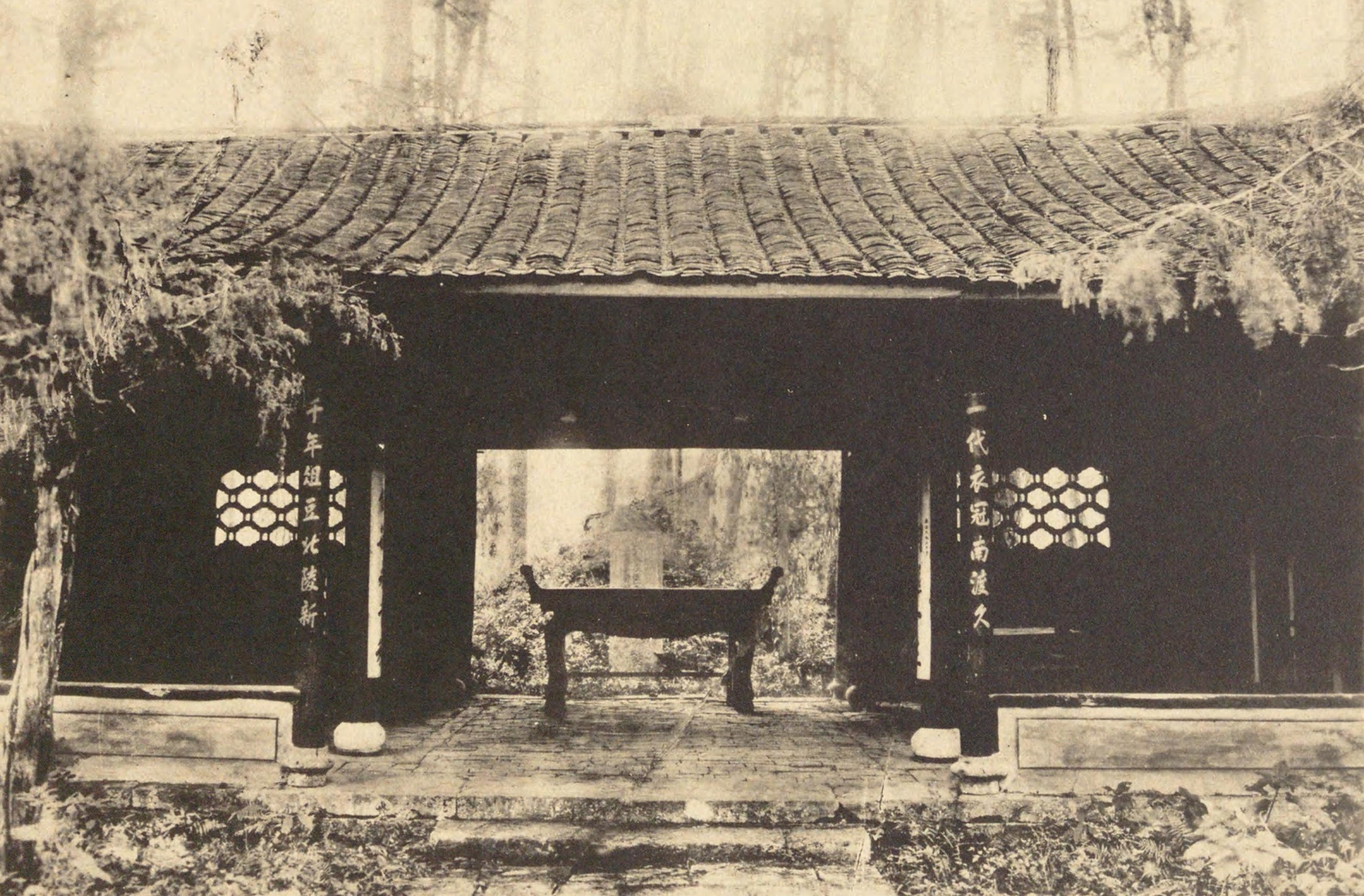
永穆陵享殿，攝於1918年

永穆陵中国南宋理宗赵昀的陵墓，位于浙江省绍兴市东南17公里的皋埠镇牌口村攒宫茶场内，设有上宫、下宫和地宫。墓在元朝被掘毁。